# Gamasiphis gamasellus
Gamasiphis gamasellus är en spindeldjursart som beskrevs av Berlese 1913. Gamasiphis gamasellus ingår i släktet Gamasiphis och familjen Ologamasidae. Inga underarter finns listade i Catalogue of Life.